# Čišu Rju
Čišu Rju (japonsko 笠智衆, hepburn: Ryū Chishū;), japonski filmski igralec, * 12. maj 1904, Kumamoto, † 16. marec 1993, Jokohama.
Rju je znani japonski filmski igralec, ki je poznan po izjemno plodovitem sodelovanju z režiserjem Jasudžirom Ozujem. Med letoma 1928 in 1992 je nastopil v najmanj 155 filmih, tudi Ozujevih Pozna pomlad (1949), Zgodnje poletje (1951), Okus riža z zelenim čajem (1952), Tokijska zgodba (1953), Zgodnja pomlad (1956), Plavajoče trave (1959) in Jesensko popoldne (1962).